# Antonio Silvio Zocchetta
Antonio Silvio Zocchetta OFM (ur. 10 czerwca 1920 w Montecchio Precalcino, zm. 22 stycznia 1973 w Mogadiszu) – włoski biskup, wikariusz apostolski Mogadiszu, franciszkanin, misjonarz.

## Biografia
Antonio Silvio Zocchetta urodził się w miejscowości Montecchio Precalcino w północnych Włoszech 10 czerwca 1920 roku. Po wstąpieniu do franciszkanów i odbyciu studiów filozoficzno-teologicznych przyjął święcenia kapłańskie 17 marca 1945 roku. Był misjonarzem w Somalii. Papież Paweł VI mianował go 16 lutego 1968 roku biskupem pomocniczym Mogadiszu, tytularnym biskupem Sfasferii. Sakrę biskupią przyjął w Kościele Sant’Angelo w Mediolanie z rąk kard. Giovanniego Colombo 23 maja 1968 roku. Współkonsekratorami byli: franciszkanin Pacifico Perantoni, arcybiskup Lanciano i Ortony oraz karmelita Tarcisio Vincenzo Benedetti, biskup Lodi. W 1970 roku, po przyjęciu rezygnacji Venanzia Filippiniego, papież Paweł VI mianował bpa Zocchetta wikariuszem apostolskim Mogadiszu. Biskup Zocchetta zmarł w Mogadiszu 22 stycznia 1973 roku. Został pochowany w miejscowej katedrze. W sierpniu 1993 roku pozostałości z ograbionych grobowców biskupich, w tym biskupa Zocchetty zostały przez żołnierzy włoskich z UNOSOM II i administratora apostolskiego Mogadiszu Giorgia Bertina zebrane i przewiezione do Włoch. W 1997 roku zostały złożone w Sanktuarium św. Antoniego Padewskiego w Mediolanie (kaplica św. Franciszka).
W 2013 została wydana w języku włoskim biografia bpa Zocchetty autorstwa Massimiliana Taroniego.